# Kenny Washington
Kenny Washington (29. maj 1958 i Staten Island New York USA) er en amerikansk jazztrommeslager.
Washington har spillet med Dizzy Gillespie, Johnny Griffin, Lee Konitz, Clark Terry, Lionel Hampton, Benny Goodman, Sonny Stitt og Phil Woods.
Han spiller nu med Ahmad Jamals trio. 

## Eksterne kilder og henvisninger
- Biografi mm